# 王用 (景泰進士)
王用（？—？），字廷用，江西吉安府泰和縣人，明朝政治人物。同進士出身。

## 生平
江西鄉試第一百二名。景泰五年（1454年）甲戌科會試第□二名，殿試登進士第三甲第六十一名。歷四川副使，陞河南右布政使。

## 家族
曾祖王以文。祖父王□。父王□。